# جيمس سافاج (مصرفي)
جيمس سافاج (بالإنجليزية: James Savage)‏ هو نَسَّاب أمريكي، ولد في 1784، وتوفي في 1873.